# The S. O. S. Band
The S. O. S. Band, auch The SOS Band, ist eine US-amerikanische R&B- und Funkband, die 1977 in Atlanta gegründet wurde und hauptsächlich in den 1980er Jahren erfolgreich war. Die größten Hits sind Take Your Time (Do It Right) (1980), Just Be Good to Me (1983) und The Finest (1986).

## Bandgeschichte
Keyboarder und Sänger Jason Bryant, die Saxophonisten Billy Ellis und Willie „Sonny“ Killebrew, Gitarrist Bruno Speight, Bassist John Alexander Simpson, Schlagzeuger James Earl Jones III und Sängerin Mary Davis traten 1977 zunächst unter dem Bandnamen „Santa Monica“ in einem Nachtclub in Atlanta auf. Ihr Manager Bunny Jackson-Ransom, der später auch für Cameo tätig war, schickte ein Demotape zu Clarence Avant, dem Chef des Labels Tabu Records. Avant gab der Gruppe einen Plattenvertrag und überzeugte sie, mit dem Songwriter und Produzenten Sigidi Abdullah zusammenzuarbeiten. Auf Abdullahs Frage, warum sich eine aus Atlanta stammende Band „Santa Monica“ nennt, antwortete Jason Bryant, dass sich die Gruppe nach einem sehr angenehmen Konzert in der kalifornischen Stadt für diesen Namen entschieden hatte. Trotzdem setzte sich Abdullah mit seinem Vorschlag, die Formation umzubenennen, durch und als neuer Name wurde S. O. S. Band ausgewählt – S. O. S. steht hierbei für „Sounds of Success“.
Gemeinsam mit Harold Clayton schrieb und produzierte Abdullah die Debütsingle Take Your Time (Do It Right), die im Frühjahr 1980 Platz 1 der US-Dance- und R&B-Charts erreichte. In den Billboard Hot 100 stieg das Lied bis auf Platz 3 und wurde mit Platin ausgezeichnet. Auch in einigen europäische Hitparaden konnte sich der Track platzieren, darunter Platz 40 in Deutschland und Platz 51 in Großbritannien. Insgesamt ist Take Your Time (Do It Right) bis heute die erfolgreichste Single der Band. Auch das dazugehörige Debütalbum S. O. S. war gefragt und stieg auf Platz 2 der R&B-Charts und auf Platz 12 der Billboard 200. Von der Platte wurden über 800.000 Exemplare verkauft – dafür gab es eine Goldene Schallplatte. Während der folgenden Welttournee bekam die Gruppe mit Trompeter, Sänger und Schlagzeuger Abdul Ra’oof ein neues Mitglied.
The S. O. S. Band Too, das zweite und wieder von Sigidi Abdullah produzierte Album, war 1981 deutlich weniger erfolgreich als der Vorgänger und kam lediglich auf Platz 30 der R&B-Charts und auf Platz 117 der Billboard 200. Die einzige Auskopplung mit nennenswerter Platzierung, Do It Now, stieg auf Platz 15 der R&B-Charts. Das im Herbst 1982 erschienene Album S. O. S. III war ähnlich gefragt und erklomm Platz 27 der R&B-Charts und Platz 172 der Billboard 200. Die von Jimmy Jam und Terry Lewis geschriebene Single High Hopes belegte Platz 25 der R&B-Charts.
Auf dem 1983er Album On the Rise übernahmen Jimmy Jam und Terry Lewis neben den Songwriting auch die Produktion. Der Longplayer verkaufte sich ähnlich gut wie das Debütalbum drei Jahre zuvor, schaffte es auf Platz 7 der R&B-Charts sowie auf Platz 47 der Billboard 200 und erhielt eine Goldene Schallplatte. Die Auskopplung Just Be Good to Me verfehlte auf Platz 2 der R&B- und Platz 3 der Dance-Charts nur knapp die jeweilige Spitzenposition. Im Vereinigten Königreich ist der Track mit Platz 13 die bis heute höchstplatzierte Single der SOS Band. Auch die Beatbox-Ballade Tell Me If You Still Care war auf Platz 5 ein weiterer Top-10-Hit in den R&B-Charts.
Die Zusammenarbeit mit Jimmy Jam und Terry Lewis wurde auf dem 1984er Album Just the Way You Like It fortgesetzt. Die Platzierungen in den Vereinigten Staaten waren Rang 6 der R&B-Charts und Rang 60 der Billboard 200. Auch in Deutschland (Platz 44) und Großbritannien (Platz 29) wurde die Platte gut verkauft. Der gleichnamige Titeltrack platzierte sich ebenfalls in den deutschen (Platz 34) und englischen Charts (Platz 32), aber auch auf Platz 6 der R&B-Charts und auf Platz 26 der Dance-Charts. Das inzwischen fünfte Studioalbum erhielt den Namen Sands of Time, platzierte sich auf Rang 4 der R&B-Charts, auf Rang 44 der Billboard 200 und auf Rang 15 im Vereinigten Königreich. In den Vereinigten Staaten wurde die Platte mit Gold ausgezeichnet. Die erfolgreichen Auskopplungen, die auch diesmal aus der Feder von Jimmy Jam und Terry Lewis stammten, sind The Finest, Borrowed Love und No Lies. Diese Tracks waren durch den Klang des analogen Drumcomputers Roland TR-808 geprägt.
1987 verließ Sängerin Mary Davis die Band, um eine Solokarriere zu beginnen. Das Interesse an der SOS Band ließ Ende der 1980er Jahre nach, so dass das 1989er Album Diamonds in the Raw, das von Curtis Williams produziert wurde, nur noch auf Platz 43 der R&B-Charts und auf Platz 194 der Billboard 200 kam. Mit I’m Still Missing Your Love auf Platz 7 erreichte ein letztes Mal eine Single die Top 10 der R&B-Hitliste. Der nur in Deutschland erschienene The Official Bootleg Mega Mix hatte dort im Frühjahr Platz 33 erklommen. Das bislang letzte Studioalbum One of Many Nights aus dem Jahr 1991 konnte sich nicht in den Charts platzieren, die Auskopplung Sometimes I Wonder stieg auf Platz 12 der R&B-Charts.
Nach der Rückkehr von Mary Davis Mitte der 1990er Jahre ging ein Teil der ursprünglichen Band wieder auf Tour und spielt noch bis heute Konzerte. 2014 erschien der Titel "Just get ready".

## Diskografie

### Alben
| Jahr | Titel Musiklabel                      | Höchstplatzierung, Gesamtwochen, AuszeichnungChartplatzierungen (Jahr, Titel, Musiklabel, Platzierungen, Wochen, Auszeichnungen, Anmerkungen) | Höchstplatzierung, Gesamtwochen, AuszeichnungChartplatzierungen (Jahr, Titel, Musiklabel, Platzierungen, Wochen, Auszeichnungen, Anmerkungen) | Höchstplatzierung, Gesamtwochen, AuszeichnungChartplatzierungen (Jahr, Titel, Musiklabel, Platzierungen, Wochen, Auszeichnungen, Anmerkungen) | Höchstplatzierung, Gesamtwochen, AuszeichnungChartplatzierungen (Jahr, Titel, Musiklabel, Platzierungen, Wochen, Auszeichnungen, Anmerkungen) | Anmerkungen                                                                                               |
| Jahr | Titel Musiklabel                      | DE | UK | US | R&B | Anmerkungen                                                                                               |
| ---- | ------------------------------------- | --- | --- | --- | --- | --- |
| 1980 | S. O. S. Tabu Records                 | — | — | US12 Gold · (20 Wo.)US | R&B2 (26 Wo.)R&B | Erstveröffentlichung: 6. Juni 1980 Produzent: Sigidi Abdullah                                             |
| 1981 | The S. O. S. Band Too Tabu Records    | — | — | US117 (6 Wo.)US | R&B30 (11 Wo.)R&B | Erstveröffentlichung: 31. Juli 1981 Produzent: Sigidi Abdullah                                            |
| 1982 | S. O. S. III Tabu Records             | — | — | US172 (8 Wo.)US | R&B27 (24 Wo.)R&B | Erstveröffentlichung: 29. Oktober 1982 Produzenten: Leon F. Sylvers III, Gene Dozier, Ricky Sylvers       |
| 1983 | On the Rise Tabu Records              | — | — | US47 Gold · (29 Wo.)US | R&B7 (36 Wo.)R&B | Erstveröffentlichung: 1. Juli 1983 Produzenten: Gene Dozier, Jimmy Jam und Terry Lewis, The S. O. S. Band |
| 1984 | Just the Way You Like It Tabu Records | DE44 (11 Wo.)DE | UK29 (10 Wo.)UK | US60 (27 Wo.)US | R&B6 (37 Wo.)R&B | Erstveröffentlichung: 3. August 1984 Produzenten: Jimmy Jam und Terry Lewis, The S. O. S. Band            |
| 1986 | Sands of Time Tabu Records            | — | UK15 (9 Wo.)UK | US44 Gold · (20 Wo.)US | R&B4 (31 Wo.)R&B | Erstveröffentlichung: 9. April 1986 Produzenten: Jimmy Jam und Terry Lewis, The S. O. S. Band             |
| 1989 | Diamonds in the Raw Tabu Records      | — | — | US194 (2 Wo.)US | R&B43 (10 Wo.)R&B | Erstveröffentlichung: 20. September 1989 Produzent: Curtis Williams                                       |

Weitere Alben
- 1991: One of Many Nights (Tabu Records)
- 1998: Superstars of R&B Concerts Series (Livealbum, 2 CDs)

### Kompilationen
| Jahr | Titel                               | Höchstplatzierung, Gesamtwochen, AuszeichnungChartplatzierungen (Jahr, Titel, Platzierungen, Wochen, Auszeichnungen, Anmerkungen) | Höchstplatzierung, Gesamtwochen, AuszeichnungChartplatzierungen (Jahr, Titel, Platzierungen, Wochen, Auszeichnungen, Anmerkungen) | Höchstplatzierung, Gesamtwochen, AuszeichnungChartplatzierungen (Jahr, Titel, Platzierungen, Wochen, Auszeichnungen, Anmerkungen) | Höchstplatzierung, Gesamtwochen, AuszeichnungChartplatzierungen (Jahr, Titel, Platzierungen, Wochen, Auszeichnungen, Anmerkungen) | Anmerkungen                                                                         |
| Jahr | Titel                               | DE | UK | US | R&B | Anmerkungen                                                                         |
| ---- | ----------------------------------- | --- | --- | --- | --- | ----------------------------------------------------------------------------------- |
| 1985 | The Artists Volume III (Soundtrack) | — | UK87 (2 Wo.)UK | — | — | Erstveröffentlichung: 30. September 1985 mit Womack & Womack, The O’Jays und Kleeer |
| 1995 | The Best of S. O. S. Band           | — | — | US185 (1 Wo.)US | R&B27 (44 Wo.)R&B | Erstveröffentlichung: Oktober 1995                                                  |
| 2004 | Greatest Hits                       | — | — | — | R&B62 (2 Wo.)R&B | Erstveröffentlichung: 24. August 2004                                               |

Weitere Kompilationen
- 1986: The 12" Tape
- 1987: The S. O. S. Band 1980–1987: The Hit Mixes
- 1989: In One Go
- 2011: Icon
- 2013: The Very Best Of (2 CDs)
- 2014: The Tabu Anthology (Box mit 10 CDs)
- 2015: Greatest

### Singles
| Jahr | Titel Album                                                | Höchstplatzierung, Gesamtwochen, AuszeichnungChartplatzierungen (Jahr, Titel, Album, Platzierungen, Wochen, Auszeichnungen, Anmerkungen) | Höchstplatzierung, Gesamtwochen, AuszeichnungChartplatzierungen (Jahr, Titel, Album, Platzierungen, Wochen, Auszeichnungen, Anmerkungen) | Höchstplatzierung, Gesamtwochen, AuszeichnungChartplatzierungen (Jahr, Titel, Album, Platzierungen, Wochen, Auszeichnungen, Anmerkungen) | Höchstplatzierung, Gesamtwochen, AuszeichnungChartplatzierungen (Jahr, Titel, Album, Platzierungen, Wochen, Auszeichnungen, Anmerkungen) | Höchstplatzierung, Gesamtwochen, AuszeichnungChartplatzierungen (Jahr, Titel, Album, Platzierungen, Wochen, Auszeichnungen, Anmerkungen) | Anmerkungen                                                                                              |
| Jahr | Titel Album                                                | DE | UK | US | R&B | Dance | Anmerkungen                                                                                              |
| ---- | ---------------------------------------------------------- | --- | --- | --- | --- | --- | --- |
| 1980 | Take Your Time (Do It Right) S. O. S.                      | DE40 (12 Wo.)DE | UK51 (4 Wo.)UK | US3 Platin · (21 Wo.)US | R&B1 (24 Wo.)R&B | Dance1 (25 Wo.)Dance | Erstveröffentlichung: April 1980 Autoren: Harold Clayton, Sigidi                                         |
| 1980 | S. O. S. (Dit Dit Dit Dash Dash Dash Dit Dit Dit) S. O. S. | — | — | — | R&B20 (13 Wo.)R&B | Dance54 (12 Wo.)Dance | Erstveröffentlichung: September 1980 Autoren: Autoren: The S. O. S. Band, Sigidi                         |
| 1981 | What’s Wrong with Our Love Affair? S. O. S.                | — | — | — | R&B87 (4 Wo.)R&B | — | Erstveröffentlichung: Dezember 1980 Autor: Jason Bryant                                                  |
| 1981 | Do It Now (Part 1) The S. O. S. Band Too                   | — | — | — | R&B15 (16 Wo.)R&B | — | Erstveröffentlichung: Mai 1981 Autoren: Mbaji, Rhonghea Southern, Sigidi                                 |
| 1981 | You The S. O. S. Band Too                                  | — | — | — | R&B64 (7 Wo.)R&B | — | Erstveröffentlichung: Oktober 1981 Autoren: Allen Simpson, Bruno Speight, John Alexander Simpson, Sigidi |
| 1982 | High Hopes S. O. S. III                                    | — | — | — | R&B25 (17 Wo.)R&B | Dance49 (9 Wo.)Dance | Erstveröffentlichung: September 1982 Autoren: Jimmy Jam und Terry Lewis                                  |
| 1983 | Have It Your Way S. O. S. III                              | — | — | — | R&B57 (6 Wo.)R&B | — | Erstveröffentlichung: Januar 1983 Autor: John Alexander Simpson                                          |
| 1983 | Groovin’ (That’s What We’re Doin’) S. O. S. III            | — | UK72 (4 Wo.)UK | — | — | Dance47 (8 Wo.)Dance | Erstveröffentlichung: Februar 1983 Autoren: Charmaine Sylvers, Gene Dozier                               |
| 1983 | Just Be Good to Me On the Rise                             | — | UK13 (12 Wo.)UK | US55 (14 Wo.)US | R&B2 (22 Wo.)R&B | Dance3 (16 Wo.)Dance | Erstveröffentlichung: Juni 1983 Autoren: Jimmy Jam und Terry Lewis                                       |
| 1983 | Tell Me If You Still Care On the Rise                      | — | UK81 (3 Wo.)UK | US65 (11 Wo.)US | R&B5 (18 Wo.)R&B | — | Erstveröffentlichung: Oktober 1983 Autoren: Jimmy Jam und Terry Lewis                                    |
| 1984 | For Your Love On the Rise                                  | — | — | — | R&B34 (11 Wo.)R&B | Dance26 (9 Wo.)Dance | Erstveröffentlichung: Februar 1984 Autoren: Jimmy Jam und Terry Lewis                                    |
| 1984 | Just the Way You Like It                                   | DE34 (11 Wo.)DE | UK32 (7 Wo.)UK | US64 (10 Wo.)US | R&B6 (17 Wo.)R&B | Dance26 (10 Wo.)Dance | Erstveröffentlichung: Juni 1984 Autoren: Jimmy Jam und Terry Lewis                                       |
| 1984 | No One’s Gonna Love You Just the Way You Like It           | — | — | — | R&B15 (14 Wo.)R&B | — | Erstveröffentlichung: Oktober 1984 Autoren: Jimmy Jam und Terry Lewis                                    |
| 1985 | Weekend Girl Just the Way You Like It                      | — | UK51 (5 Wo.)UK | — | R&B40 (12 Wo.)R&B | — | Erstveröffentlichung: Oktober 1984 Autoren: Jimmy Jam und Terry Lewis                                    |
| 1986 | The Finest Sands of Time                                   | DE26 (13 Wo.)DE | UK17 (10 Wo.)UK | US44 (13 Wo.)US | R&B2 (20 Wo.)R&B | Dance8 (12 Wo.)Dance | Erstveröffentlichung: März 1986 Autoren: Jimmy Jam und Terry Lewis                                       |
| 1986 | Borrowed Love Sands of Time                                | DE37 (9 Wo.)DE | UK50 (5 Wo.)UK | — | R&B14 (13 Wo.)R&B | Dance26 (6 Wo.)Dance | Erstveröffentlichung: Juni 1986 Autoren: Jimmy Jam und Terry Lewis                                       |
| 1986 | Even When You Sleep Sands of Time                          | — | — | — | R&B34 (10 Wo.)R&B | — | Erstveröffentlichung: September 1986 Autoren: Jimmy Jam und Terry Lewis                                  |
| 1987 | No Lies Sands of Time                                      | — | UK64 (7 Wo.)UK | — | R&B43 (10 Wo.)R&B | Dance2 (12 Wo.)Dance | Erstveröffentlichung: Januar 1987 Autoren: Jimmy Jam und Terry Lewis                                     |
| 1989 | The Official Bootleg Mega Mix –                            | DE33 (11 Wo.)DE | — | — | — | — | Erstveröffentlichung: März 1989 Mix: Thomas Oergel                                                       |
| 1989 | I’m Still Missing Your Love Diamonds in the Raw            | — | — | — | R&B7 (14 Wo.)R&B | — | Erstveröffentlichung: August 1989 Autoren: Curtis Williams, Kellee Patterson                             |
| 1989 | Secret Wish Diamonds in the Raw                            | — | — | — | R&B38 (10 Wo.)R&B | — | Erstveröffentlichung: Dezember 1989 Autoren: Fluitsma & Van Tijn, Rob Baars                              |
| 1991 | Sometimes I Wonder One of Many Nights                      | — | — | — | R&B12 (15 Wo.)R&B | — | Erstveröffentlichung: August 1991 Autoren: Curtis Williams, Kellee Patterson                             |

Weitere Singles
- 1982: Can’t Get Enough
- 1989: The Official Bootleg Megamix Part 2 (Mix: Thomas Oergel, Uwe Hacker)
- 1989: Do You Love Me?
- 1989: The Ultimate 12" Collection (Box mit 10 Vinyl-Maxis)
- 1991: Broken Promises
- 2009: Just Be Good to Me 2009 (Dr. Kucho vs. SOS Band)
- 2014: Just Get Ready